# Char Mark III
Le Mark III est un char de combat britannique qui fut produit à 50 exemplaires en 1917 en tant que chars d'entrainement. Il est le successeur du Mark I et du Mark II.

## Historique
Pendant l’été 1915, alors que la Première Guerre mondiale s’est embourbée dans les tranchées, William Tritton (en), directeur de la William Foster & Co. (en), une entreprise de tracteurs agricoles implantée à Lincoln, et Walter Wilson, un officier et ingénieur de la Royal Navy mettent au point dans le cadre du Landships Commitee le prototype d’un véhicule blindé doté de chenilles devant être capable de briser l’immobilisme du front.
Prometteuse, mais souffrant d’un train de roulement défectueux, la Lincoln Machine est perfectionnée pendant l’automne et une maquette du futur véhicule est présentée au War Office en septembre. Après les essais couronnés de succès de Mother, comme est surnommé le nouveau prototype, au début de l’année 1916, l’Army Council en commande cent exemplaires.
À la suite des succès remportés par la nouvelle machine sur le champ de bataille, le général Douglas Haig demande qu’un millier d’exemplaires lui soient fournis. Cette demande se heurte à deux difficultés : le manque de char et le manque d’équipages pour les conduire. Avant de produire les premiers il est décidé de former les seconds en produisant cent exemplaires destinés à l’entraînement. Souhaitant par ailleurs en profiter pour tester des améliorations, il est décidé de diviser cette commande en deux moitiés avec différentes caractéristiques : la première moitié sera le Mark II tandis que la seconde sera le Mark III.
Les cinquante exemplaires du Mark III sont eux-mêmes également divisés en deux versions Male et Female à la manière du Mark I, les premiers ayant des canons et les seconds uniquement des mitrailleuses. L’ensemble de la production est réalisée par la Metropolitan Carriage, Wagon and Finance Company, le premier exemplaire sortant de la chaîne de montage en janvier 1917,. Ces chars passent l’ensemble de leur carrière au camp d’entraînement de Bovington. Après la guerre, certaines de ces machines ont été offertes à des villes qui avaient fait des dons importants au National War Saving, notamment Canterbury et Maidstone, mais aucune de celle-ci n’a été conservée.

## Caractéristiques
Le Mark III conserve la motorisation de son prédécesseur le Mark I, à savoir deux moteurs Daimler-Knight six cylindres en ligne et refroidissement par eau développant chacun 105 hp à 1 000 tours par minute. En revanche le système de gouvernail a disparu après s’être révélé rapidement peu utile et compliqué à opérer sur le Mark I.
Le Mark II sert également à expérimenter si une augmentation de l’épaisseur du blindage est viable, celui-ci étant porté à une épaisseur minimale de 12 mm sur les côtés. Le Mark II n’étant pas destiné au combat et l’expérience portant essentiellement sur la masse, il ne s’agit toutefois pas de vrai blindage, l’acier utilisé étant un simple acier doux sans résistance particulière aux projectiles.

### Caractéristiques techniques
| Modèle                   | Mark III Male                                                                        | Mark III Female                                                                      |
| ------------------------ | ------------------------------------------------------------------------------------ | ------------------------------------------------------------------------------------ |
| Longueur hors-tout       | 8,05 m                                                                               | 8,05 m                                                                               |
| Largeur                  | 4,19 m                                                                               | 4,19 m                                                                               |
| Hauteur                  | 2,45 m                                                                               | 2,45 m                                                                               |
| Masse en ordre de combat | 28 000 kg                                                                            | 27 000 kg                                                                            |
| Motorisation             | 2 moteurs Daimler-Knight six cylindres en ligne et refroidissement par eau           | 2 moteurs Daimler-Knight six cylindres en ligne et refroidissement par eau           |
| Puissance                | 105 hp à 1 000 tours par minute                                                      | 105 hp à 1 000 tours par minute                                                      |
| Puissance massique       | 3,75 hp/t                                                                            | 3,75 hp/t                                                                            |
| Transmission             | Boîte primaire (deux rapports avant et un arrière), boîte secondaire (deux rapports) | Boîte primaire (deux rapports avant et un arrière), boîte secondaire (deux rapports) |
| Largeur des chenilles    | 0,52 m                                                                               | 0,52 m                                                                               |
| Vitesse maximale         | 5,95 km/h                                                                            | 5,95 km/h                                                                            |
| Autonomie                | env. 6,2h                                                                            | env. 6,2h                                                                            |
| Franchissement largeur   | 3,05 m                                                                               | 3,05 m                                                                               |
| Armement principal       | 2x canons de 6-pdr QF 57 mm L/40                                                     | 4 x mitrailleuses Lewis                                                              |
| Armement secondaire      | 4 x Hotchkiss M1909 Benét–Mercié                                                     | 2 x Hotchkiss M1909 Benét–Mercié                                                     |